# Aleksey Yakimenko
Pour les articles homonymes, voir Yakymenko.
Aleksey Yakimenko (transcription française Alekseï Iakimenko) est un escrimeur russe né le 31 octobre 1983 à Barnaoul et pratiquant le sabre.

## Carrière
Le 31 octobre 2015, Yakimenko s'attire les foudres de l'encadrement du sabre français. Opposé en demi-finale du tournoi de coupe du monde de Budapest au Français Nicolas Rousset, il se rend coupable d'un acte d'antijeu en laissant volontairement tomber son arme et en demandant l'interruption du combat, ayant échoué dans son attaque, refusant ainsi de rendre la priorité à son adversaire. Cette faute antisportive est normalement sanctionnée d'un carton rouge, synonyme de touche de pénalité donc, dans le contexte (les deux hommes sont à égalité, 14-14, et disputent la touche décisive), d'élimination, mais l'arbitre du match ne lui adresse qu'un carton jaune, simple avertissement. Yakimenko remporte finalement cette rencontre et le tournoi.

## Palmarès
- Championnats du monde d'escrime
  -  Médaille d'or par équipes aux championnats du monde d'escrime 2011 à Catane
  -  Médaille d'or par équipes aux championnats du monde d'escrime 2005 à Leipzig
  -  Médaille de bronze aux Championnats du monde d'escrime 2014 à Kazan
  -  Médaille de bronze aux championnats du monde d'escrime 2005 à Leipzig

- Championnats d'Europe d'escrime
  -  Médaille d'or aux championnats d'Europe d'escrime 2012 à Legnano
  -  Médaille d'or aux championnats d'Europe d'escrime 2011 à Sheffield
  -  Médaille d'or aux championnats d'Europe d'escrime 2010 à Leipzig
  -  Médaille d'argent aux championnats d'Europe d'escrime 2007
  -  Médaille d'argent aux championnats d'Europe d'escrime 2008

- Coupe du Monde.
  - Vainqueur de la coupe du monde en 2004–2005, 2006–2007 et 2010–2011
  - Vainqueur de 10 tournois de coupe du monde entre 2004 et 2007